# 曹操运河遗址
曹操运河遗址，简称曹操河，又称古江淮运河，位于安徽省合肥市蜀山区。东汉末为运粮至前线合肥，曹操兴修运河沟通肥水、施水，长7.5公里，唐以后逐渐湮没。2018年列入第六批合肥市文物保护单位。